# Geolycosa togonia
Geolycosa togonia är en spindelart som beskrevs av Roewer 1960. Geolycosa togonia ingår i släktet Geolycosa och familjen vargspindlar.
Artens utbredningsområde är Togo. Inga underarter finns listade i Catalogue of Life.